# Moacyr Padilha
Moacyr Meirelles Padilha (Rio de Janeiro, 31 de outubro de 1923 — Rio de Janeiro, 13 de fevereiro de 1972) foi um jornalista brasileiro, destacando-se por ter sido diretor de Jornalismo do jornal O Globo.

## Biografia
Moacyr Padilha nasceu no bairro carioca de São Cristóvão, bairro da Zona Norte do Rio de Janeiro. Tendo vivido a sua infância na cidade serrana de Petrópolis, interior do estado do Rio de Janeiro. Filho de Raimundo Padilha, economista e político brasileiro, que foi governador do antigo estado do Rio de Janeiro.
Fez o curso ginasial no Colégio São Vicente de Paulo, em Petrópolis, cidade para a qual sua família se mudou. Em 1942 foi aprovado pela Escola Preparatória de Cadetes do Exército, de São Paulo. Em 1943 entra para a Escola Militar do Realengo, no Rio de Janeiro.
Quando estava no terceiro ano do curso de Artilharia, Padilha transferiu-se para a então recém-criada escola de cadetes, a Academia Militar de Agulhas Negras (Aman), em Resende, onde sua turma foi a primeira a receber as espadas; todavia, três meses antes de se formar, surpreendentemente Padilha e cinco colegas se desligaram da Academia, por não concordarem com inovações que faziam desaparecer algumas das tradições do estabelecimento militar. Padilha desiste da carreira militar.
Posteriormente, em 1945, obtém a terceira colocação no vestibular da Escola de Engenharia do Recife, em Pernambuco. Em 1946 pede transferência para o Rio de Janeiro. A pouco mais de um ano de sua formatura em engenharia, concluiu que essa não era a sua área profissional e abandonou o curso.
Moacyr Padilha, desde então, passa a investir na carreira jornalística, iniciando-se profissionalmente nesta área através jornal integralista Vanguarda, por convite de seu diretor, Álvaro Penafiel. No Vanguarda escrevia sobre assuntos literários. Quando este jornal foi vendido, Padilha abandonou temporariamente o jornalismo para trabalhar numa empresa de outro ramo. No período, ainda estudaria Letras Clássicas na antiga Universidade do Rio de Janeiro, atual Universidade do Estado do Rio de Janeiro (Uerj).
Retorna ao jornalismo em 1956, quando assume o cargo de redator-chefe do Jornal do Commercio, da cidade do Rio de Janeiro, onde ficaria por cerca de dez anos - os últimos quatro, como diretor.
Em 1966 transfere-se para o jornal O Globo, onde inicialmente passou a escrever os editoriais do periódico. Posteriormente, Roberto Marinho - proprietário da publicação - faz de Moacyr Padilha o diretor de Jornalismo, onde este introduz diversas modificações no jornal. Ficaria no jornal O Globo até falecer precocemente aos 48 anos.
Quando era chanceler o embaixador Vasco Leitão da Cunha, Moacyr foi delegado do Brasil na Organização das Nações Unidas (ONU). Era torcedor do Fluminense Football Club, do Rio de Janeiro.
Faleceu no Hospital Santa Teresa, em 13 de fevereiro de 1972. Admirador da cidade de Petrópolis, ali seria sepultado no cemitério municipal.

## Homenagens póstumas
Diversas escolas e centros de ensino receberam o nome de Moacyr Padilha como patrono.
Em Niterói há a Rua Jornalista Moacir Padilha, que faz importante ligação da Zona Sul ao Centro da cidade.
Entre os municípios de Piraí e Mendes existe a Estrada Jornalista Moacir Meirelles Padilha, rodovia estadual RJ-133 com cerca de 13 quilômetros, que estabelece a ligação entre as localidades de Rosa Machado, Boa Esperança, Martins Costa e Engenheiro Morsing.
Na cidade de Duque de Caxias, na Baixada Fluminense, há a Avenida Jornalista Moacir Padilha, no bairro Jardim Primavera.